# Dwergstekelstaarteekhoorn
De dwergstekelstaarteekhoorn (Anomalurus pusillus)  is een zoogdier uit de familie van de stekelstaarteekhoorns (Anomaluridae). De wetenschappelijke naam van de soort werd voor het eerst geldig gepubliceerd door Thomas in 1887.